# Oulad Nouel
Oulad Nouel  (in arabo اولاد نوال‎?) è un centro abitato e comune rurale del Marocco situato nella provincia di Sidi Kacem, regione di Rabat-Salé-Kénitra. Conta una popolazione di 11 371 abitanti (censimento 2014).